# Ems
Cet article possède un paronyme, voir Enz.
Pour les articles homonymes, voir Ems (homonymie).
L'Ems est un fleuve du nord-ouest de l'Allemagne.
Cours d'eau placide, il est navigable sur une longueur de 238 km et sert de relais pour différents canaux entre le Rhin et l'Elbe.
L'Ems et la Weser sont les deux seuls fleuves dont le cours se trouve entièrement sur le territoire allemand.

## Bassin hydrographique
Le bassin hydrographique de l'Ems dessine un étroit coude presque à angle droit, s'étendant du sud au nord, encaissé entre le bassin versant du Rhin à l'ouest et celui de la Weser à l'est. L’Ems s'écoule plus souvent au pied du versant occidental ce qui lui confère une vallée asymétrique. Ses principaux affluents, la Hase et la Leda, se déversent en rive droite (donc par l'est). Ils apportent à eux seuls jusqu'à 45 m3/s. Le principal affluent en rive gauche est la Werse, qui apporte 6 m3/s.
Les vallées de la Hase et de la Leda se divisent vers l'ouest en chenaux de fonte de l'ancien inlandsis de la glaciation de la Saale (vallées glaciaires). Le chenal le plus méridional, qui s'est formé entre la Forêt de Teutoburg et le massif des Wiehengebirge, se termine par la pittoresque bifurcation de la haute vallée de la Hase (avec la basse Hase en rive gauche et l'Else, qui part vers l'Est). La frange occidentale du bassin versant est elle-même le produit des glaciations : la moraine du Münsterland sépare la vallée de l'Ems de celles de la Stever (Lippe) et de la Vechte à l'Ouest.
Le crêt de la Forêt de Teutoburg est le seul relief marquant de la vallée de l'Ems, qui n'est par ailleurs qu'une succession de dépressions et de collines très érodées. Le Bielstein (393,6 m) en est le point culminant.

## Communes traversées par l'Ems
- En Westphalie : Gütersloh, Paderborn, Warendorf, Steinfurt, Schloß Holte-Stukenbrock, Hövelhof, Steinhorst, Westerwiehe, Schöning, Rietberg, Rheda-Wiedenbrück, Gütersloh, Harsewinkel, Beelen, Telgte, Greven, Emsdetten, Rheine.
- En Basse-Saxe : Salzbergen, Emsbüren, Elbergen, Lingen, Biene, Geeste, Meppen, Haren, Lathen, Kluse, Dörpen, Lehe, Aschendorf, Tunxdorf, Papenburg, Weener, Leer, Jemgum, Midlum, Critzum, Rorichum, Oldersum, Gandersum, Emden, Knock.

## Cours de l'Ems
L’Ems est longue de 371 km, dont 206 km sont navigables. Son débit moyen, au milieu de son cours, est d'environ 80 m3/s (station de Versen) et de 125 m3/s à son estuaire.
C'est le plus long fleuve situé entièrement en Allemagne et qui conserve le même nom de la source à l'estuaire. Sur plus de la moitié de son cours, il s'écoule près de la limite de son bassin versant.
L’Ems comprend trois tronçons :
- la Haute-Ems (de sa source au déversoir d’Hanekenfähr à Lingen)
- la Moyenne-Ems (de Lingen-Hanekenfähr à Papenburg)
- la basse-Ems (de Papenburg à l'embouchure, en Mer du Nord) et l'estuaire.

### La Haute-Ems

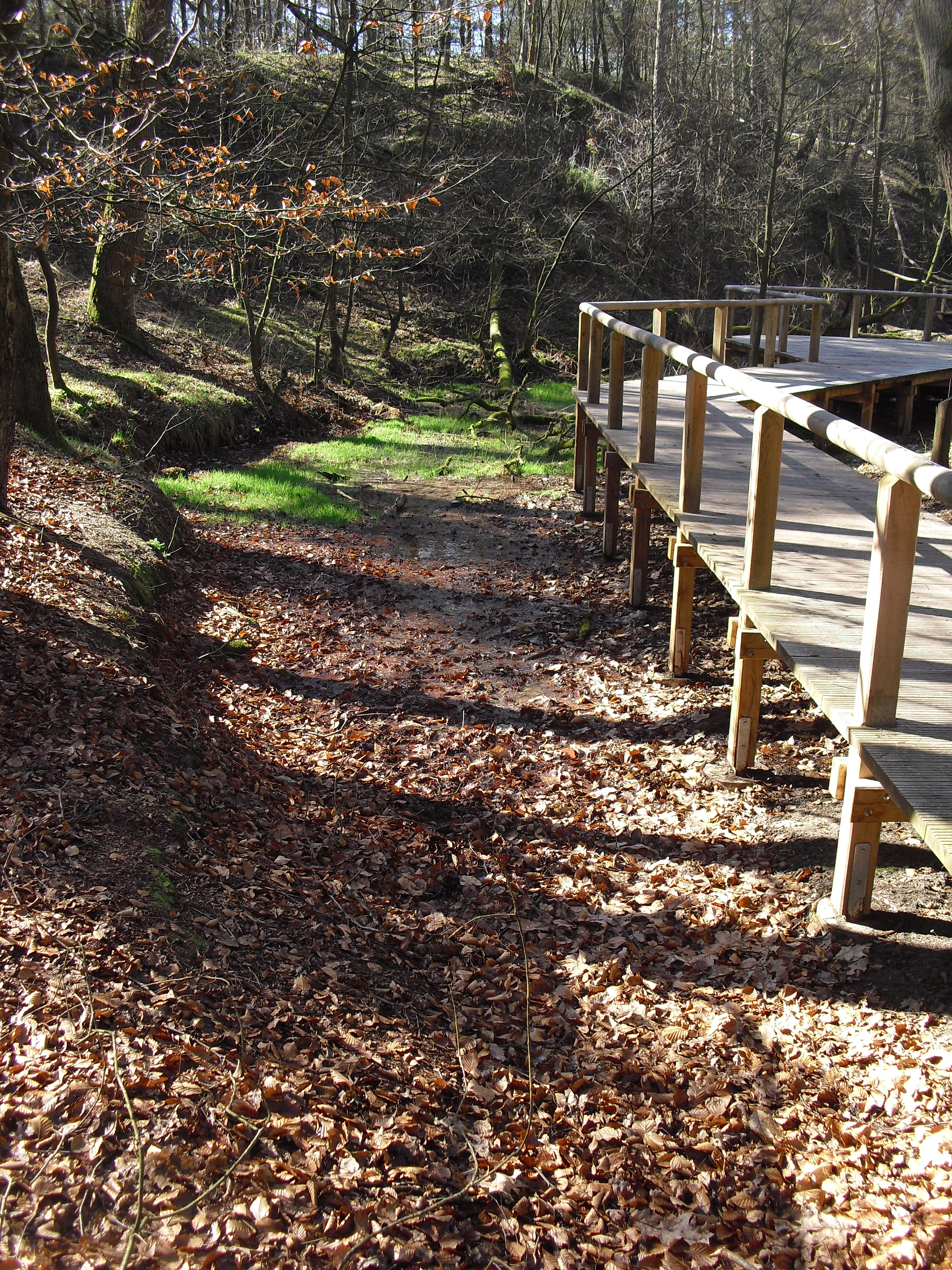
La source de l’Ems.

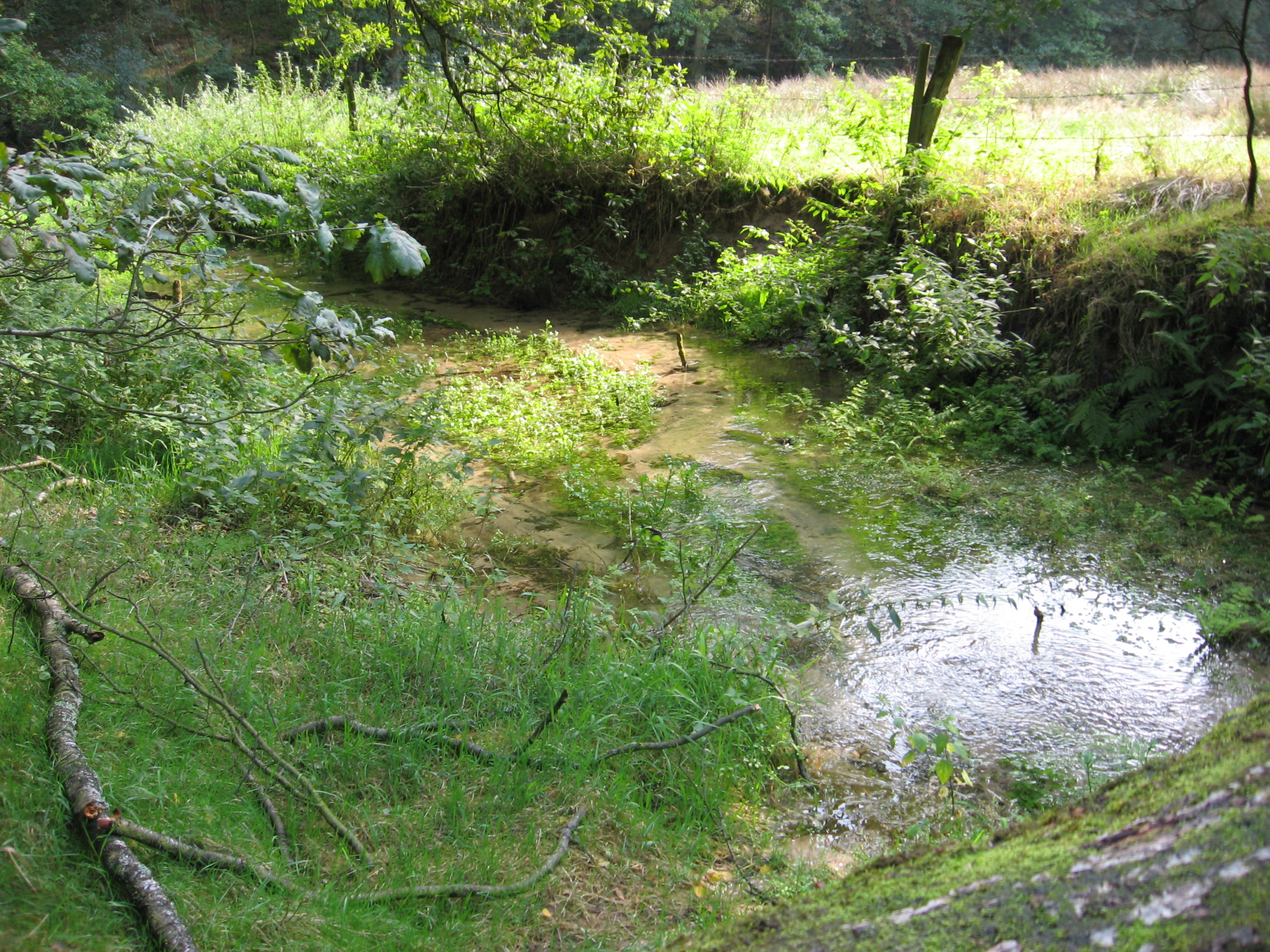
L’Ems quelques centaines de mètres à l'aval de la source.

#### La source
L’Ems n'est que l'un des multiples ruisseaux de la montagne de Senne qui ne prennent pas leur source en forêt de Teutoburg, mais encore dans les contreforts.
La source de ce fleuve se trouve à 130 m au-dessus du NGF, à la frontière de Schloß Holte-Stukenbrock, faubourg de Stukenbrock-Senne, et de la commune de Hövelhof. C'est une résurgence, c'est-à-dire l'exutoire d'une multitude d'écoulements souterrains alimentés par l'infiltration des eaux de pluie.

#### La dépression de Münster

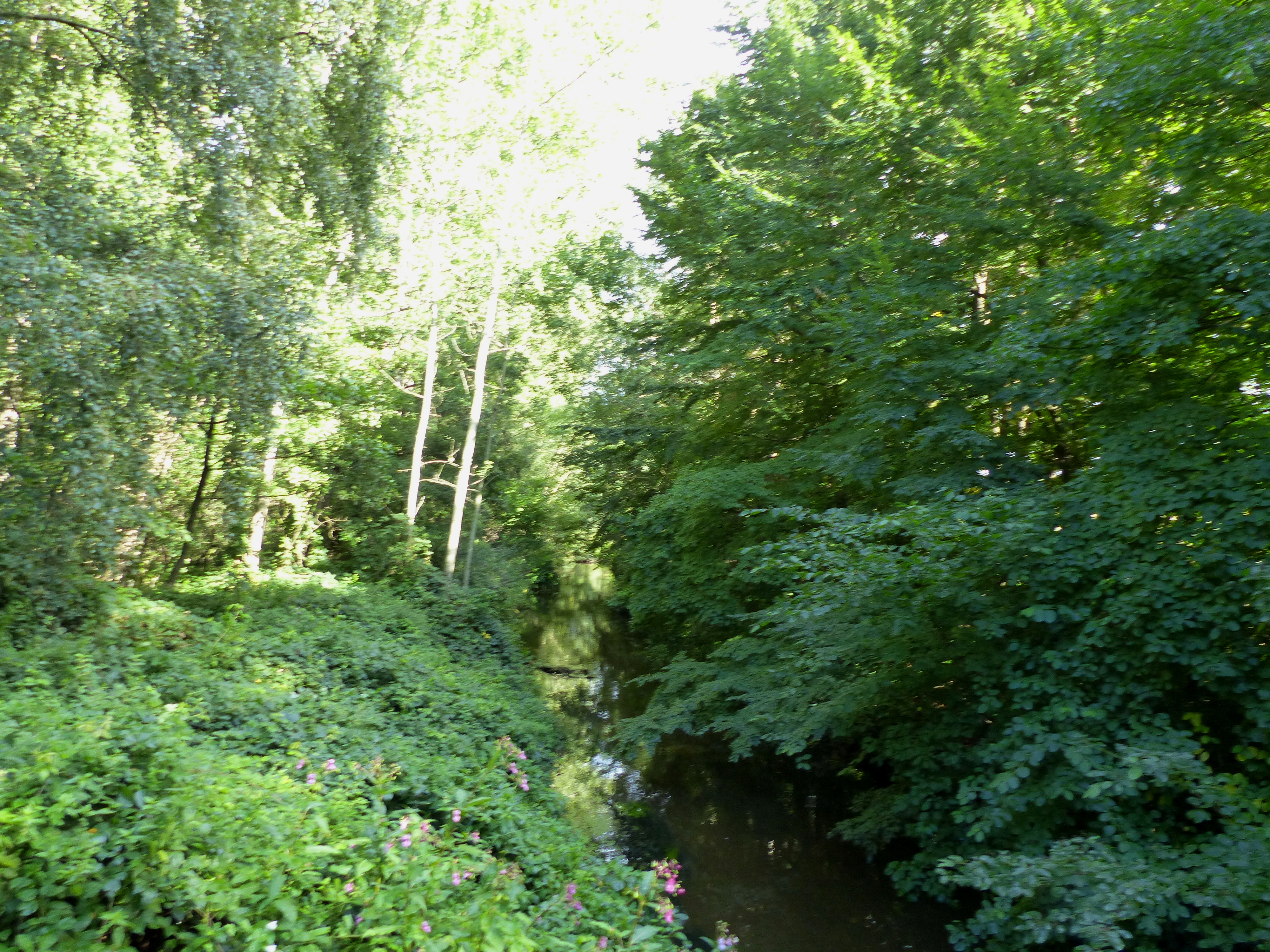
L’Ems 6 km à l'aval d'Espeln

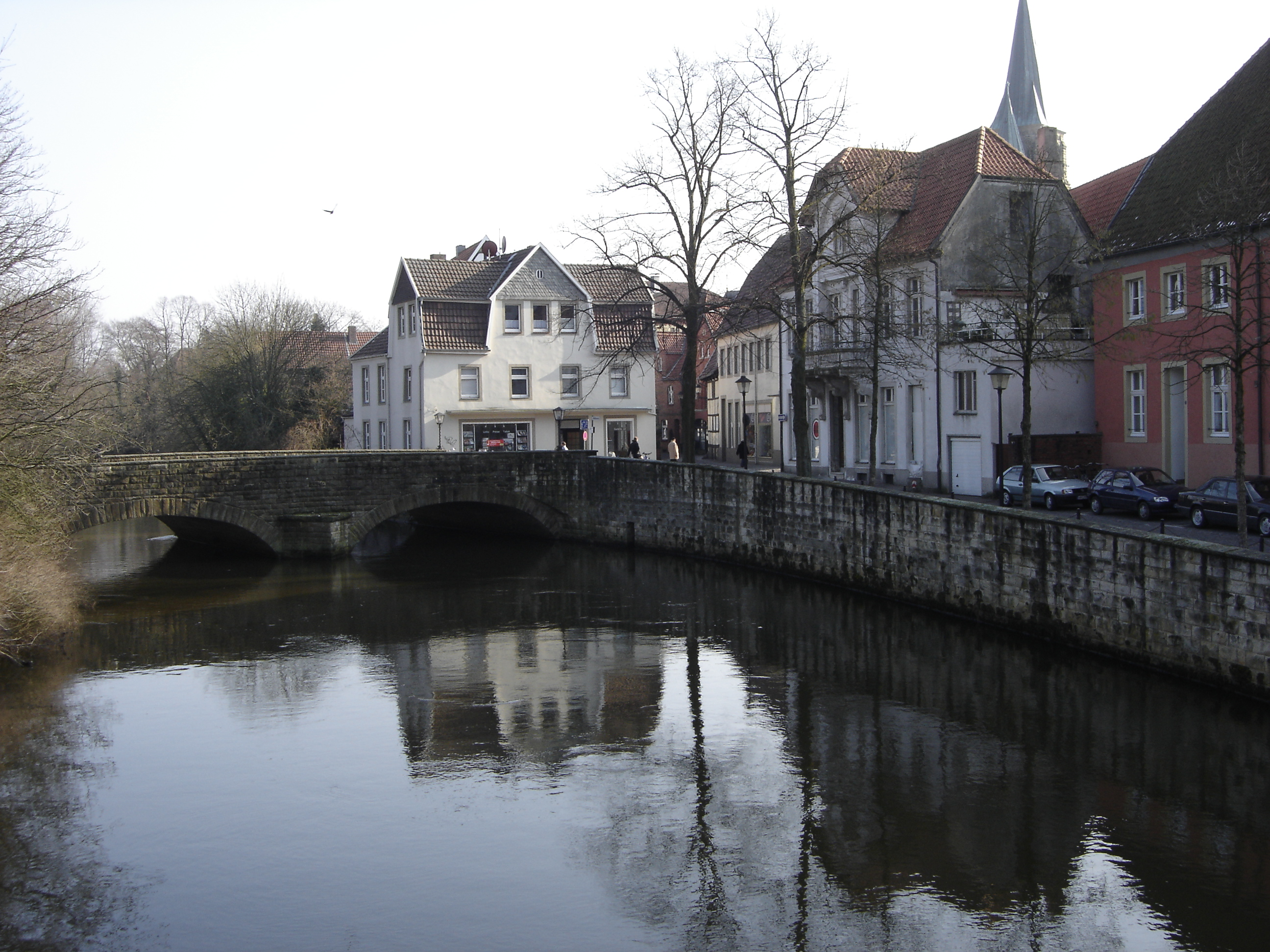
Le vieux pont de l'Ems à Warendorf.

Jusqu'à Telgte, l'Ems s'écoule vers l'ouest de façon presque rectiligne. Elle méandre ensuite de plus en plus et bifurque vers le nord à partir de Greven. Elle draine l'Est de la dépression de Münster (sauf la moitié la plus méridionale) en récoltant non seulement les eaux des ruisseaux issus de la forêt de Teutoburg et de ses contreforts, mais aussi celles de l'Axtbach (de), de la Werse ruisselant des collines de Beckum et qui lui est longtemps parallèle, et enfin de l'Aa de Münster.
Les premières villes arrosées par l'Ems étaient dès le Moyen Âge les chefs-lieux de petites principautés : comté de Rietberg, seigneurie de  Rheda (en aval de Rheda-Wiedenbrück) ; ce dernier toponyme : « Rheda » (vieux saxon Reede) témoigne de ce que ce site était le port le plus amont du fleuve au Moyen Âge.
À partir de Vadrup, l'Ems fixe pour quelques kilomètres les limites de la commune de Münster, sans pénétrer le tissu urbain. À Gittrup elle est franchie par le pont-canal historique du canal Dortmund-Ems, l'« Alte Fahrt », chef d’œuvre de la Révolution industrielle en pays rhénan. Ce canal longe ensuite le fleuve 10 km à l'écart, mais à partir de Rheine à seulement 3 km de distance.

#### La plaine d'Allemagne du Nord
À l'aval de Rheine, l'Ems franchit la frontière entre la Rhénanie-du-Nord-Westphalie et la Basse-Saxe. Elle ne reçoit ensuite pratiquement plus aucun affluent par l'ouest avant son estuaire, car elle est bordée de ce côté par la Vechte, dont le cours lui est parallèle, et qui draine ainsi l'Ijssel jusqu'au delta du Rhin. Les ruissellements des autres points cardinaux (nord d'Osning et collines d'Ankum) sont captés par le bassin de la Große Aa, qui se jette dans l'Ems à Hanekenfähr. À Salzbergen, un viaduc autoroutier (A30) d'une portée de plus de 100 m franchit le fleuve.

### La moyenne vallée de l'Ems

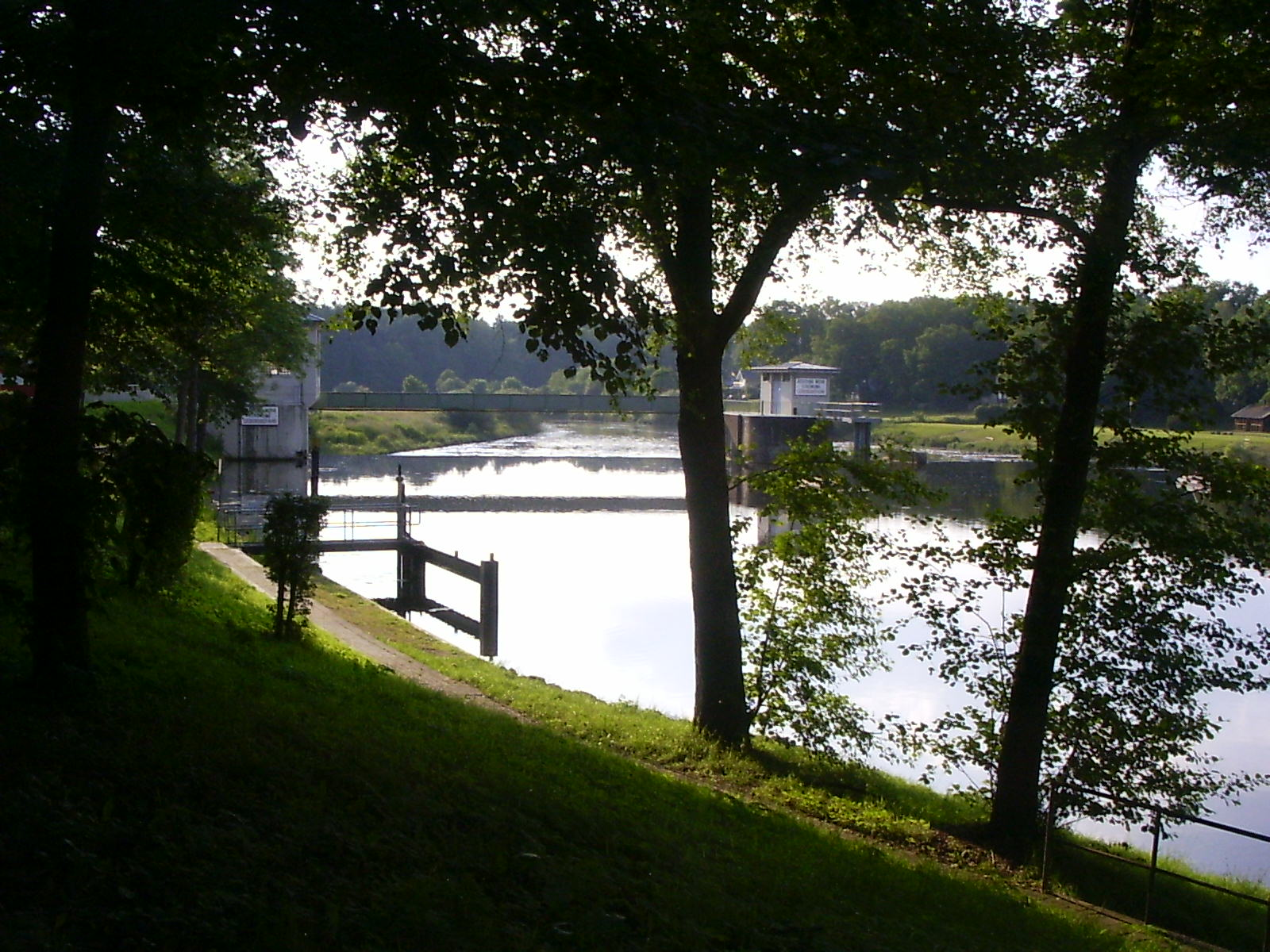
Le déversoir d'Hanekenfähr par le Sud.

Entre Hanekenfähr et Lingen, les grandes villes de la vallée de l'Ems, le fleuve s'adosse côté est contre les dépôts morainiques des collines de Lingen (alt. 90 m). Au nord, il traverse la plaine de la Hase, qui se jette dans l'Ems à Meppen puis entaille le geest sableux de Hümmling. Plus à l'aval encore, il traverse la région des tourbières : Wildes Moor et marais de Bourtange.

### L'estuaire de l'Ems

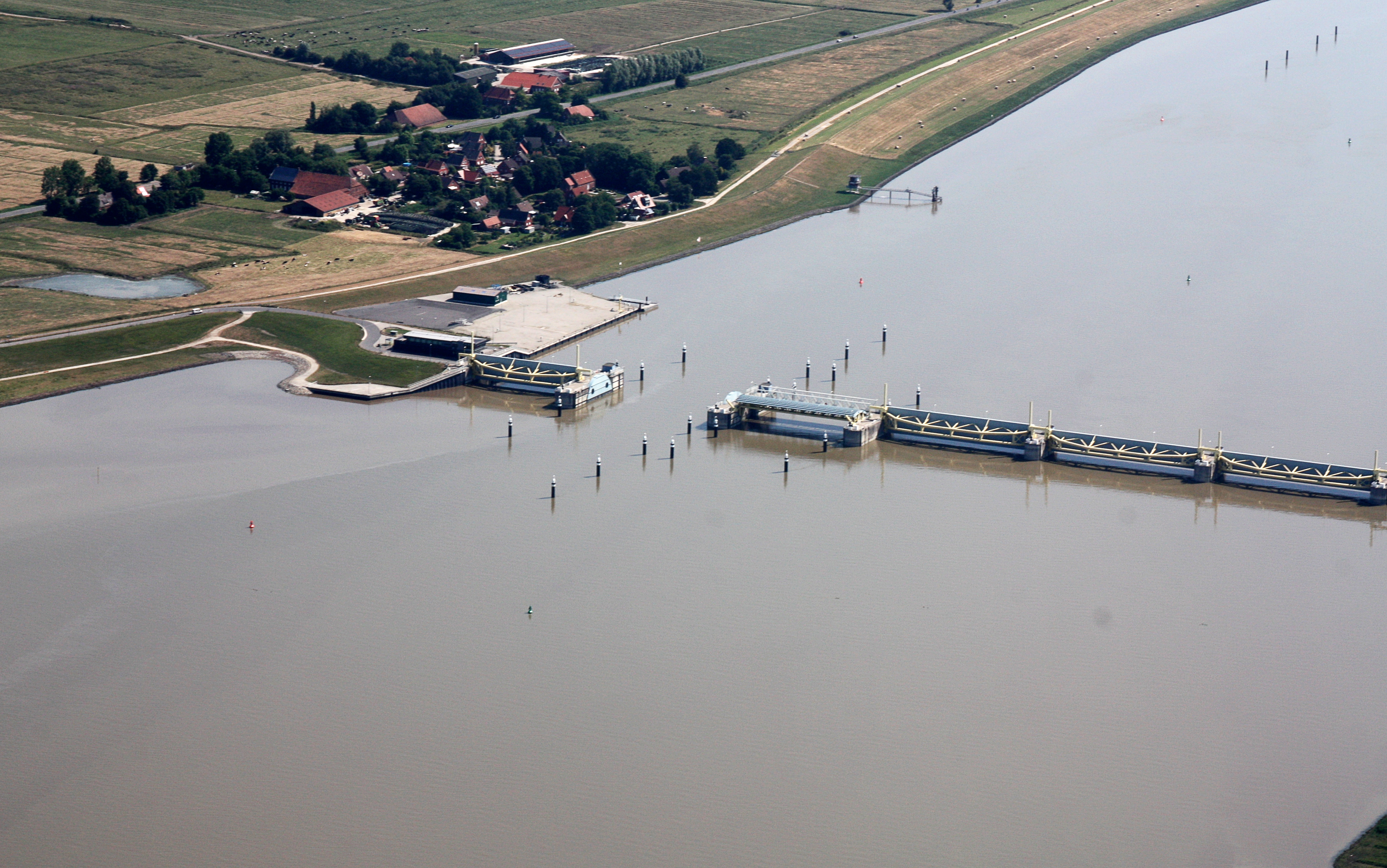
Le seuil de Gandersum.

Le barrage d'Herbrum fixe depuis 1899 la limite de l'Ems maritime (Tidenems), long de plus de 100 km.
Le marnage est en moyenne de 3 m, un mascaret peut survenir à marée basse.
Jusqu'à l'embouchure de la Leda, cet estuaire reste si étroit qu'on peut encore y voir le fleuve.
Leer, l'un des plus anciens port de mer d'Allemagne du Nord, se trouve à l'embouchure de la Leda : son port proprement dit ne s'embranchait pas sur l'Ems, mais sur la Leda.

## La navigation

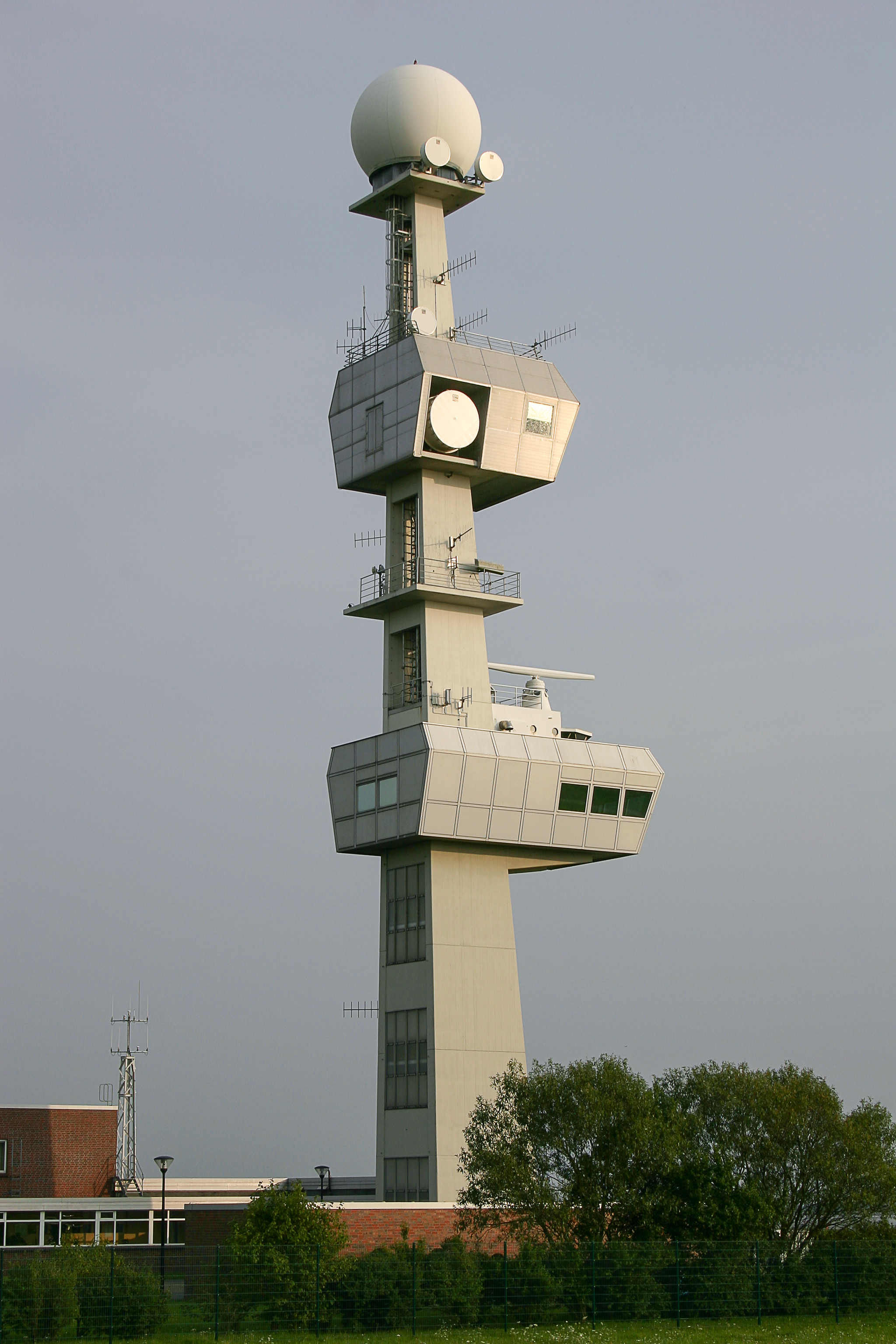
PC de la navigation de l'Ems, sur le Knock à Emden: il gère tout le trafic de l'Ems Extérieure.

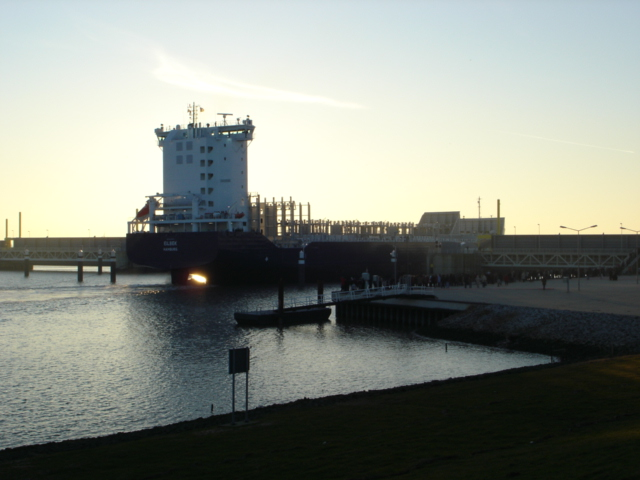
Transit du porte-conteneurs Eilbek d'une capacité de 1600 EVP au barrage de l'Ems à Gandersum.

### Statut et segmentation
L'Ems est une voie navigable allemande sur la plus grande partie de son cours navigable, plus précisément du PK44,8 de l'Ems au sud de Rheine jusqu'à sa limite maritime, définie par la loi fédérale allemande, au PK 67,76 de la Basse-Ems. Le tronçon de Rheine à Gleesen (PK 82,7) dépend des voies navigables fédérales allemandes. Jusqu'en 1998, le tronçon Greven-Rheine faisait partie des voies navigables fédérales, mais a depuis été concédé au Land de Rhénanie-du-Nord-Westphalie. Cette section est accessible à la navigation de plaisance. La section internationale de l'Ems est rattachée au chenal maritime de la Mer du Nord. La voie navigable allemande est administrée par le Service Fédéral de la Navigation (WSA), puis par le Service de la Navigation de Rheine jusqu'à Gleesen, par le Service de la Navigation de Meppen jusqu'à Papenburg et enfin  par le Service de la Navigation d’Emden. Jusqu’à la connexion avec le canal Dortmund-Ems, à Meppen, l'Ems est utilisée exclusivement par les yachts motorisés et les coches de plaisance.

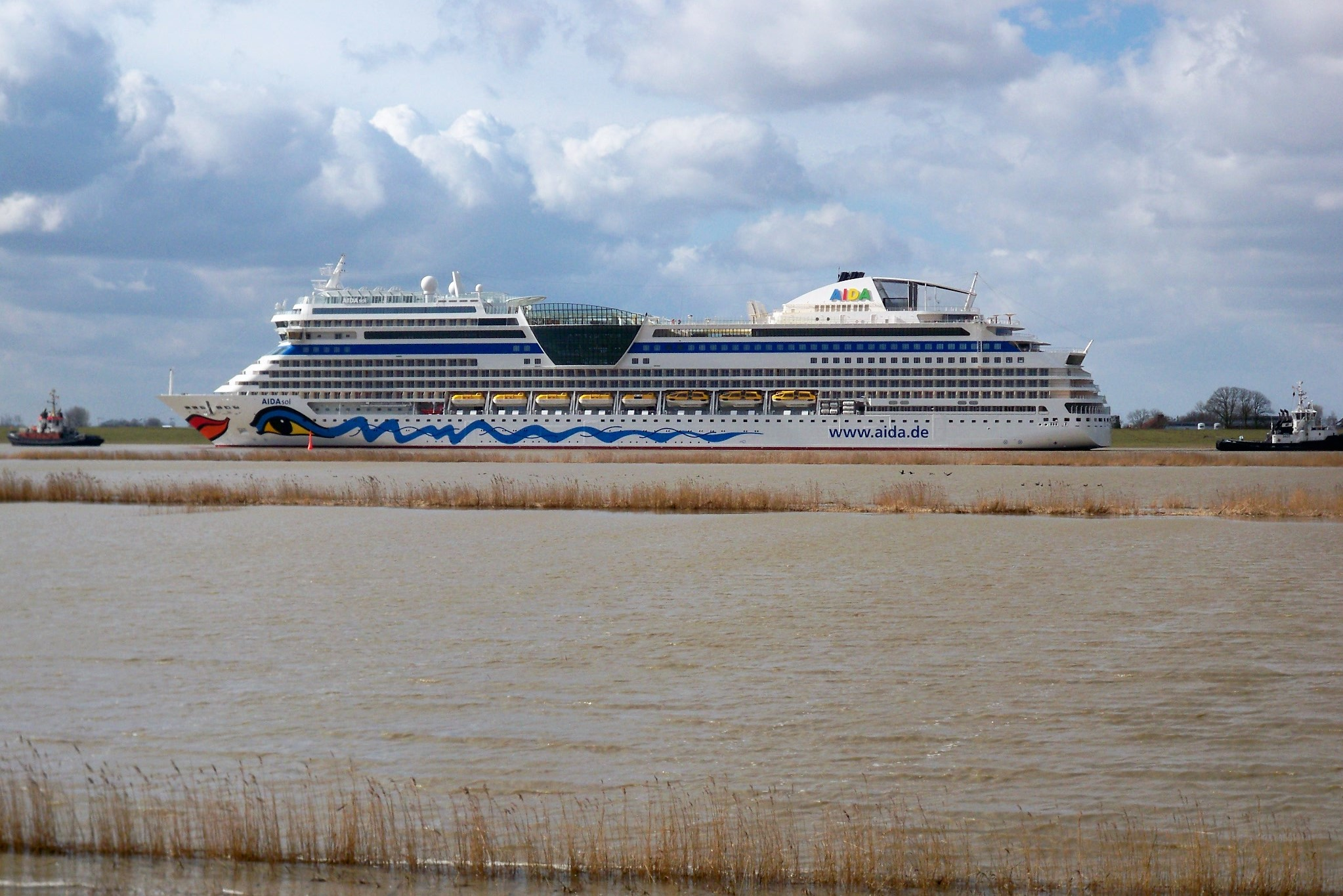
Le navire de croisière AIDAsol quittant par l'Ems les chantiers Meyer Werft en 2011.

Au-delà, le fleuve se confond avec le canal Dortmund-Ems destiné au trafic commercial, notamment en aval de Papenburg pour l'acheminement des cargos et navires de croisière assemblés dans les chantiers navals de Meyer Werft. Du fait du gabarit sans cesse plus imposant des navires de Meyer-Werft, en particulier les navires de croisière, il faut franchir le seuil de l'Ems par une écluse spéciale, l’Ems-Sperrwerk de Gandersum, afin de bénéficier du tirant d'eau suffisant et de gagner de là la Mer du Nord. Auparavant on ne pouvait passer ce seuil qu'aux hautes-eaux, en période hivernale (16 septembre au 14 mars), car un marnage artificiel sur la rivière elle-même aurait noyé les nids des oiseaux de la plaine poldérisée de l'Ems. Les chantiers Meyer Werft ont exigé la mise en place d'un ouvrage de transit pour les mois d'été. Il y a actuellement des projets de creusement d'un canal latéral entre Papenburg et Leer pour décharger l'Ems du trafic de Meyer Werft. Un allongement du canal de l'Ems via Papenburg jusqu'au canal Dortmund-Ems à Dörpen est également envisagé, et une étude de faisabilité a été menée en 2009. La reconstruction du canal pourrait permettre une renaturation du fleuve entre Papenburg et Leer.
La segmentation kilométrique de l'Ems en tant que voie navigable allemande part de Greven (PK 0) et se termine à Meppen  (PK 124,10). Ensuite il reprend la segmentation du canal Dortmund-Ems jusqu'à Papenburg. Quant au chenal maritime de la Basse-Ems, le PK 0 est à Papenburg et se termine à l'entrée du chenal Eemshaven–Pilsum (PK 67,76).
Par l’accord de 1986 avec les Pays-Bas, un règlement de navigation particulier, le Schifffahrtsordnung Emsmündung, s'applique depuis Papenburg et la Basse-Ems jusqu'à l'Ems Internationale (Außenems).

### Les antennes canalisées de l'Ems
L'Ems se trouve au cœur d'un réseau de voies navigables, dont les plus grandes sont d'importance nationale, alors que les plus petites ne sont plus utilisées que par la navigation de plaisance :
- Le canal Dortmund-Ems, inauguré en 1899, a repris le tracé de l'ancien canal Ems-Hase (1824/25). Il est connecté à Hörstel au Mittellandkanal, s'embranche au sud au canal Wesel-Datteln et est connecté au Rhin par le canal Rhin-Herne. Depuis Papenburg jusqu'à son estuaire, l'Ems forme sur 59 km une voie navigable intérieure[1]. Plus en amont, le canal Dortmund-Ems se détourne du lit de l'Ems à Meppen et, après avoir emprunté le débouché de la Hase, se prolonge à l'est parallèlement à l'Ems sur environ 26 km jusqu'à Hanekenfähr au sud de Lingen. À partir de Hanekenfähr, le canal rejoint le lit de l'Ems sur 1,7 km[1] puis s'en détourne définitivement.
- L'Eemskanaal néerlandais, creusé entre 1866 et 1867, relie l'Ems à Delfzijl avec le canal de Winschoterdiep et le Canal Van Starkenborgh à Groningue.
- Le canal Haren-Rütenbrock, creusé entre 1870 et 1878, relie Haren à Ter Apel, où le Stads Compascuumkanaal–canaal de Ter Apel permet un trafic Sud(-ouest) et Nord(-ouest). Ces canaux à petit gabarit ont été déclassés et ne sont fréquentés que par les plaisanciers.
- Le canal Ems-Vechte, creusé entre 1870 et 1879, relie Hanekenfähr à la Vechte à hauteur de Nordhorn. Les canaux néerlandais à petit gabarit qui s'y embranchent ont été déclassés et ne sont fréquentés que par les plaisanciers.
- Le canal Ems-Jade, creusé entre 1880 et 1888, s'étire entre Emden et Wilhelmshaven ; il relie l'Ems à la Jade .
- Le canal côtier relie depuis 1935 l'Ems à la Hunte à hauteur d'Oldenbourg, ce qui permet, de là, de gagner la Weser.